# 百花繚亂 SAMURAI GIRLS
《百花繚亂 SAMURAI GIRLS》（日語：百花繚乱 サムライガールズ）是Hobby Japan創立40週年的跨媒體紀念企劃，由すずきあきら撰寫、Niθ插畫的輕小說作品，HJ文庫出版。中文版輕小說由東立出版社代理。
2010年3月，宣布製作電視動畫的企劃；第1季《百花繚亂 武士少女（SAMURAI GIRLS）》於2010年10月起透過電視播放。第2季《百花繚亂 武士新娘（SAMURAI BRIDE）》自2013年4月5日起播出。2015年發售上下兩卷OVA《百花繚亂 武士後談（SAMURAI AFTER）》。

## 劇情大綱
在年號「平成」二十幾年21世紀的日本，延續著由江戶時代開始的德川幕府，第25代將軍德川慶康統治的盛世日本。而距離首都百公里的聖峰富士山山麓之上建立的巨大學園「武應學園」。在由德川家組成的學生會，執行對反抗的豐臣派的「豐臣狩獵」，在學園中掀起的巨大風暴。
就讀「武應學園」亦身為柳生道場代理教練職務的柳生宗朗，對學生會的「豐臣狩獵」行動抱持疑惑，在道場中獨自進行練習時，一名全身赤裸帶著大小兩把日本刀的少女穿過道場屋頂從天而降，
少女自稱柳生十兵衛三嚴，並且使用華麗的劍術，擊退帶領風紀委員會來犯的服部半藏。之後一群擁有歷史上有名武將之名的少女們也相繼出現在宗朗面前......

## 登場人物

### 柳生道場
柳生宗朗（聲：平川大輔）
本故事的男主角。武應學園高中部學生，16歲。劍術一流，在父親失蹤後，暫時代理武應學園附設柳生劍術道場代理教練一職，作為400年以上擔任德川將軍家的劍術指導的柳生家下一任當家，門派為柳生真陰流。對誰都是溫柔對待，另一方面對不公正之事有不屈的堅強意志。擁有將相的資質，與武將締結契的方式是接吻。在故事初期，戰鬥當中會為了自己身邊的人物奮不顧身一馬當先站在前線承受傷害，但是在柳生義仙的事件之後，重新體悟自己將相的身份與責任，在戰鬥中不再輕忽自己的生命，作為司令官能力十分優秀，身為將相的特殊能力為“癒療”，能經由結契的方式活化武將的生命力，強化自癒效果。
柳生 十兵衛 三嚴（聲：悠木碧）
某日穿破柳生道場屋頂，從天而降的謎之少女。自稱是柳生三嚴，沒有過去的記憶，稱宗朗為“哥哥”。柳生宗朗的劍姬。性格開朗、天真爛漫，食量驚人，對誰都不畏懼，目前暫住於柳生道場。由於與宗朗締結契成為劍姬，使得沉睡在體內的另一個柳生十兵衛的人格覺醒，會使用獨特的劍技。但是因為不知名的原因，另一個柳生十兵衛的活動時間受到限制，而要讓柳生十兵衛覺醒，都需要重覆結訂契約。劍姬紋為「忠」，位於胸口，真實身份為天草所召喚出來的劍鬼，但因召喚的不完全導致部份人格丟失。
真田幸村（聲：釘宮理惠）
武應學園中學部學生，13歲(動畫版是15歲高一生)。身穿白色校園泳裝披著陣羽織，身旁跟著一隻小猴子・佐助（在動畫版第二季中登場）。柳生宗朗的劍姬，在柳生宗朗身邊擔任軍師的角色，閱讀速度極快。使用著鐵製巨扇，雖然在攻擊上容易露出破綻，但是一把在防禦上有優秀性能的武器。特點是幼兒體型和大大的腦門，結契後雖然武力略遜其餘劍姬，但強化其身為軍師方面的才能，能通過類似心電感應的方式聯絡宗朗麾下的劍姬，掌握一定範圍內四維空間的準確構造。劍姬紋為「智」，位於臀部，劍姬語為「不惜身命」。
德川千（聲：壽美菜子）
德川第25代將軍的女兒，武應學園學生會副會長。統帥“武應學園”的學生會長德川慶彥的親妹妹。柳生宗朗的劍姬。通稱“千姬”。性格是任性的超級大小姐，稍微帶有S傾向。薙刀的操控本領是達人級。對青梅竹馬的宗朗比較在意，不過正處於不坦率的年齡。劍姬紋為「凜」，位於腹部，劍姬語為「典雅流麗」。
後藤又兵衛（聲：小林優）
幸村的隨從，柳生宗朗的劍姬（動畫版第二季訂定契約），常和幸村共同行動。雖然性格是無口系，實際上卻可以注意到許多細節。對主君幸村非常誠實，又有擅長料理等家庭性的一面，似乎很喜歡洗澡。對十兵衛起的「兵衛桑」這一愛稱感到困惑，不過也挺喜歡的樣子，慣用武器為五丈槍，結契後強化原本便敏銳異常的嗅覺，能從細微的氣味查覺週遭環境的改變，劍姬紋為「義」。
服部半藏美成（聲：後藤沙緒里）
武應學園學生會風紀委員。柳生宗朗的劍姬（動畫版第二季訂定契約）。劍姬紋為「忍」。戴著眼鏡，身著女僕風格戰鬥服是她的特點。統帥著只由女性組成的風紀委員會。有著潔癖的性格，對猥褻的言行極端厭惡。有百合和M傾向。對千姬是高度忠誠，但貌似又懷有不僅如此的可疑感情……，雖然一直否定對宗朗的感覺，但在二次契約後對自己同時在意兩人的心情苦惱不已。
直江兼續（聲：豐崎愛生）
手持巨锤的少女。柳生宗朗的劍姬（動畫版第二季訂定契約）。目前寄住於柳生道場。相信“愛”並為了“愛”而戰鬥，自稱愛的戰士。和幸村是青梅竹馬，兩人有著不淺的孽緣。對待事情是非常認真，可是行動上常常是白工，總是笨手笨腳的。雖然頭腦不大聰明，卻能揮舞著比自身還大的大錘戰鬥，是“直江流戰鎚術”的使用者，小說中宗朗為了拯救因被式神耗盡生氣的兼續而結契，目前身為咖啡廳“真陰”的店長，成為柳生道場的重要資金來源。結契後強化原本的怪力，單就破壞能力而言為宗朗劍姬第一位。
猿飛佐助（聲：赤崎千夏）
平常是跟在真田幸村的小猴子。在某次意外中，因為看見真田幸村的電腦中仿製的術法後，變身成為人類的樣子，又在誤打誤撞下成為柳生宗朗的劍姬，身為劍姬櫻花的印記在臀部上，劍姬紋為「申」。
上杉景勝（聲：內田真禮）
會津中將。擁有主家血脈，也是「氣」的大師，擅長用弓。在米澤分校時十分照顧兼續。

### 豐臣派
毛利勝永
在御前比武大會時被天草四郎控制，參與暗殺德川慶彥的計畫。在地底大阪城之戰後，被德川政府認為是受控制才做出的行為，不予以追究。目前為了獲取更強大的力量向天草四郎報仇，投靠柳生道場的勢力，目前在咖啡店“真陰”打工中。
明石全登
在御前比武大會時被天草四郎控制，參與暗殺德川慶彥的計畫。在地底大阪城之戰後，被德川政府認為是受控制才做出的行為，不予以追究。目前為了獲取更強大的力量向天草四郎報仇，投靠柳生道場的勢力，目前在咖啡店“真陰”打工中。
長宗我部盛親
使用的武器是長槍，特點為在投擲出去後會分散出內藏的長槍。在御前比武大會時被天草四郎控制，參與暗殺德川慶彥的計畫。在地底大阪城之戰後，被德川政府認為是受控制才做出的行為，不予以追究。目前為了獲取更強大的力量向天草四郎報仇，投靠柳生道場的勢力，目前在咖啡店“真陰”打工中。

### 學生會
德川慶彥（聲：櫻井孝宏）
德川第25代將軍的兒子，武應學園學生會會長。即將繼承德川家的家督、成為大日本將軍的人物。身高超過一百八十厘米，一頭及腰長髮，全身上下都是均勻的肌肉。飄飄然然讓人不好理解和帶有自戀的性格，實際上是個很有才能的人。身為學生卻擅長能像長官一樣迅速處理與諸外國的外交。為將相中的“將軍”，曾想通過讓低位的宗朗臣服，一舉收編宗朗麾下的所有劍姬。
松平尊保
武應學園學生會秘書長。德川家的外戚・松平家出身，沒有將相的能力。擅長某種秘術，以補足非將相的弱勢。
德川慶彥的得力左右手，忠實完成德川慶彥的命令。但是，背地裡計畫著御前比武暗殺計畫。
在御前比武刺殺德川慶彥後，被眾人知道真實身分為由比正雪。
查裡士・德・達坦妮雅（聲：小清水亞美）
手持巨大雙刃劍的金髮碧眼法國貴族少女。德川慶彥的劍姬，起初為人工劍姬。戰鬥時有多種模式可切換。在與柳生十兵衛的戰鬥中被擊敗，險些從高處摔下之際被宗朗所救也被宗朗言語打動，因此對宗朗產生愛慕之情，但在轉入武應學園時在慶彥的設計下半強迫定下契約給限制住，而不能與宗朗過於親近，但也多次出手幫助宗朗。在與義仙的談話中，了解劍姬是可以更換將相的，也因為裏解了這件事，在想遵守慶彥的命令及行動以及自己想成為宗朗的劍姬中，這兩種想法中搖擺不定。劍姬紋為「誾」，位於手背上。
柳生義仙（聲：水原薫）
德川慶彥的侍衛也是慶彥的劍姬，是裏柳生總帥。因為從小處在裏柳生的環境中，而有了相當扭曲的變態性格，對於活在表柳生的宗朗有一股憤恨之情，化名為列堂義乃，接近柳生宗朗並試圖暗殺。擁有的特殊能力是發動右眼的魅惑魔眼，可以控制被魅惑的人之行動，平常用眼罩遮住。魔眼需凝視對方一段時間，每次只可以施展一種強制力，在目的達成前不會解除。小說第四卷與由比正雪在醫院屋頂上對決，但為了保護宗朗而被由比正雪射殺，最後與宗朗親吻後死在他的懷中。小說第七卷中復活，正式成為宗朗的第八名劍姬。
在動畫版中是與十兵衛一樣從學園上空掉下來的，戴著眼帶的謎之少女。是天草四郎的劍姬。劍姬紋為「魔」。
伊達政宗
片倉小十郎景綱
藤堂高虎
井伊直孝
細川忠興

### 天草派
天草四郎時貞
化名為淀君，策畫在御前比武刺殺德川慶彥。暗中挑動日本國中的德川派與豐臣派之爭。
宮本武藏（聲：日笠陽子）
失去聽覺的劍客。依靠特製耳機彌補並強化聽覺。
佐佐木小次郎（聲：進藤尚美）
失去視覺的劍客。依靠特製眼罩彌補並強化視覺。
寶藏院胤舜（聲：佐藤聰美）
失去言語的劍客。操縱式神的能力十分高強。
武器是不符自己身形的巨大十文字槍。
荒木又右衛門（聲：戶松遙）
失去觸覺的劍客。依靠內部改裝成武器的義肢彌補並強化觸覺。
由比正雪
目前已知是淀君的手下，長期化名松平尊保，女扮男裝潛伏在德川慶彥身邊。在御前比武暗殺事件中，替不知情的豐臣派擔任內應的角色，在比武會場未能成功暗殺德川慶彥，在之後的醫院第二次暗殺，與柳生義仙對決，在打敗柳生義仙後被揭露身份。
使用的武器是手槍，且是雙手各持一把。劍姬的能力是可以操控所發射出去的子彈，不過一次只能射出一顆子彈，在射出的子彈消失前無法繼續射擊。

### 其他人物
前田慶次（聲：能登麻美子）
居住在米澤的氣功大師，有一台十分拉風的摩托車，用一把大傘做武器。實力強勁。
喜女色，對男人產生反感，本想來到咖啡廳“真陰”享受全女子服務，但來到時咖啡廳“真陰”臨時結業，後來幫助柳生宗朗等人修習氣的修煉。

## 相關名詞
將相
可以統領武將之人。與武將結訂契，讓她們成為劍姬為將相效力。每位將相與武將定結契的方式都不相同。每位將相可以同時擁有多名的劍姬。
將相中有等級之分，將軍可以與將相結訂契，必須服從將軍，將軍可以藉此獲得契約將相旗下劍姬的戰力。
契
將相與武將結訂的契約，只有與將相結訂契的武將才能成為劍姬。將相可以透過契對劍姬，下達必須遵從的命令。
結訂過契的武將無法與其他將相再結訂契。
劍姬
成為劍姬的武將可以發揮超越普通武士的身體素質，由過去的武將轉生而成為劍姬，均為女性。成為劍姬的武將，身上會出現櫻花般的印記。
劍妃
比劍姬更高位的存在，稱為「劍妃」，可以發揮高於劍姬的能力與素質。與劍姬不同的是，每位將相只能擁有一名劍妃。
武應學園學生會
通稱旗本學生會，成員多為德川家親族及親德川家大名（譜代大名）的子弟。
裏柳生
如名所示專門負責進行非檯面上非法活動，達成任務不擇手段的影子軍團，效忠於德川將軍家。成員為專門替德川家劍術指導的柳生本家的分家。現任統帥為柳生義仙。
劍鬼

## 出版書籍

### 小說
| 集數 | 日文標題 | 中文標題          | Hobby Japan    | Hobby Japan            | 東立出版社     | 東立出版社             |
| 集數 | 日文標題 | 中文標題          | 發行日期       | ISBN                   | 發行日期       | ISBN                   |
| ---- | -------- | ----------------- | -------------- | ---------------------- | -------------- | ---------------------- |
| 1    |          | 百花繚亂          | 2009年2月28日  | ISBN 978-4-89425-834-1 | 2009年7月23日  | ISBN 978-986-10-3927-5 |
| 2    |          | 百花繚亂 卷之貳   | 2009年7月1日   | ISBN 978-4-89425-901-0 | 2009年11月26日 | ISBN 978-986-10-4620-4 |
| 3    |          | 百花繚亂 卷之参   | 2009年10月31日 | ISBN 978-4-89425-957-7 | 2010年4月22日  | ISBN 978-986-10-5329-5 |
| 4    |          | 百花繚亂 卷之肆   | 2010年3月1日   | ISBN 978-4-7986-0006-2 | 2010年7月15日  | ISBN 978-986-10-6006-4 |
| 5    |          | 百花繚亂 卷之伍   | 2010年7月1日   | ISBN 978-4-7986-0078-9 | 2010年10月28日 | ISBN 978-986-10-6355-3 |
| 6    |          | 百花繚亂 卷之陸   | 2010年10月1日  | ISBN 978-4-7986-0122-9 | 2011年3月3日   | ISBN 978-986-10-7288-3 |
| 7    |          | 百花繚亂 卷之柒   | 2010年12月28日 | ISBN 978-4-7986-0168-7 | 2011年6月2日   | ISBN 978-986-10-7883-0 |
| 8    |          | 百花繚亂 卷之捌   | 2011年4月30日  | ISBN 978-4-7986-0227-1 | 2011年11月10日 | ISBN 978-986-10-8922-5 |
| 9    |          | 百花繚亂 卷之玖   | 2011年9月1日   | ISBN 978-4-7986-0284-4 | 2012年3月29日  | ISBN 978-986-10-9489-2 |
| 10   |          | 百花繚亂 卷之拾   | 2011年12月28日 | ISBN 978-4-7986-0335-3 | 2012年10月18日 | ISBN 978-986-32-4049-5 |
| 11   |          | 百花繚亂 卷之拾壹 | 2012年4月27日  | ISBN 978-4-7986-0395-7 | 2013年3月18日  | ISBN 978-986-33-2091-3 |
| 12   |          | 百花繚亂 卷之拾貳 | 2012年8月31日  | ISBN 978-4-7986-0454-1 | 2013年8月26日  | ISBN 978-986-337-133-5 |
| 13   |          | 百花繚亂 卷之拾参 | 2012年12月26日 | ISBN 978-4-7986-0526-5 | 2014年4月17日  | ISBN 978-986-348-733-3 |
| 14   |          | 百花繚亂 卷之拾肆 | 2013年3月26日  | ISBN 978-4-7986-0582-1 | 2015年5月1日   | ISBN 978-986-431-336-5 |
| 15   |          | 百花繚亂 卷之拾伍 | 2013年7月1日   | ISBN 978-4-7986-0627-9 |                |                        |
| 16   |          | 百花繚亂 卷之拾陸 | 2014年2月1日   | ISBN 978-4-7986-0749-8 |                |                        |

### 畫集
| 日文書名 | 中文書名                 | Hobby Japan   | Hobby Japan            | 青文出版社     | 青文出版社             |
| 日文書名 | 中文書名                 | 發行日期      | ISBN                   | 發行日期       | ISBN                   |
| -------- | ------------------------ | ------------- | ---------------------- | -------------- | ---------------------- |
|          | 百花繚亂 武士少女 大百花 | 2011年2月10日 | ISBN 978-4-79-860184-7 | 2011年10月20日 | ISBN 978-986-256-935-1 |
|          | 百花繚亂 武士新娘 超百花 | 2013年8月28日 | ISBN 978-4-79-860660-6 | 2014年2月25日  | ISBN 978-986-310-941-9 |

## 動畫
電視動畫第1季《百花繚亂 武士少女（SAMURAI GIRLS）》於2010年9月3日在東京都會電視台先行播放第一話。2010年10月3日在神奈川等電視台開始播放。第2季《百花繚亂 武士新娘（SAMURAI BRIDE）》自2013年4月5日起播出。
2015年1月23日發售Niθ個人畫冊《續・艶姿戲畫 上卷》，同捆OVA動畫《百花繚亂 武士後談（SAMURAI AFTER）》第一話，故事圍繞柳生道場的伙伴們與新角色上杉景勝展開。2015年7月1日發售《續・艶姿戲畫 下卷》，同捆第二話「武士婚禮」。

### 製作人員
- 原作：すずきあきら
- 角色設定原案：Niθ
- 監督：KOBUN
- 副監督：佐藤清光（第2季）
- 系列構成：金月龍之介（第1季）、西園悟（第2季）
- 人物設定・總作畫監督：宮澤努
- 美術監督：東潤一
- 美術設定：青木智由紀、綱頭瑛子（第1季）、高橋武之（第2季）
- 色彩設定：阿部みゆき
- 攝影監督：浅川茂輝
- 剪接：田熊純
- 音響監督：明田川仁
- 音樂：加藤達也
- 動畫制作：Arms
- 企劃製作：GENCO
- 製作：百花繚乱 PARTNERS（第1季）、百花繚乱 SB PARTNERS（第2季）
- 旁白：立木文彥

### 主題曲
第1季
片頭曲「Last vision for last」
作詞：畑亞貴，作曲、編曲：上松範康（Elements Garden），歌：飛蘭
片尾曲「戀愛什麼還不能通過（恋にせっせ通りゃんせ）」
作詞：畑亞貴，作曲：福本公四郎 & 村井大，編曲：高田曉
歌：SAMURAI GIRLS 〜柳生十兵衛、真田幸村、德川千〜（悠木碧、釘宮理惠、壽美菜子）
第2季
片頭曲「AI DO.」（第1－11話）
作詞：畑亞貴，作曲、編曲：nyanyannya（Team.ねこかん【猫】），歌：橋本美雪
片尾曲「結局、偶然天氣（結局、偶然で候）」（第1－11話）
作詞、作曲、編曲：ZAQ
歌：柳生十兵衛（悠木碧）、真田幸村（釘宮理惠）、德川千（壽美菜子）

### 各話標題
| 話数     | 日文標題 | 中文标题          | 劇本                | 分镜            | 演出       | 作画監督                                                                       |
| 第1季    | 第1季    | 第1季             | 第1季               | 第1季           | 第1季      | 第1季                                                                          |
| -------- | -------- | ----------------- | ------------------- | --------------- | ---------- | ------------------------------------------------------------------------------ |
| 第壹話   |          | 初始之忠          | 金月龍之介          | KOBUN           | 佐佐木真哉 | 魚田尹夫 宮澤努（アバンパート）                                                |
| 第貳話   |          | 裸體轉生          | 金月龍之介          | 松井仁之        | 藤本義孝   | Chang Bum Chul                                                                 |
| 第話     |          | 劍姬的真面目      | 金月龍之介          | 臼田美夫        | 中川聰     | 藤原未來夫                                                                     |
| 第肆話   |          | 吶 來訂立契約吧？ | 金月龍之介 門田祐一 | 齋藤哲人        | 藤本義孝   | Eum Ik-Hyun Sin Je-lk                                                          |
| 第伍話   |          | 愛的戰士 登場     | 金月龍之介          | 寺岡巖          | 川西泰二   | 河野悅隆 富山大輔（補佐）                                                      |
| 第陸話   |          | 大海怪來襲        | 金月龍之介          | 木村真一郎      | 佐佐木真哉 | 鈴真 富山大輔（補佐）                                                          |
| 第柒話   |          | 籠罩大日本的暗影  | 竹內利光            | 臼田美夫        | 吉田俊司   | 藤田正幸 齋藤和也                                                              |
| 第捌話   |          | 忠之奴隸          | 金月龍之介          | 寺岡巖          | 藤本義孝   | Chang Bum Chul                                                                 |
| 第玖話   |          | 將的歸來          | 金月龍之介          | 淺利藤彰        | 清水聰     | 藤原未来夫                                                                     |
| 第拾話   |          | 魔眼牢獄          | 竹內利光            | 藤本義孝        | 藤本義孝   | Eum Ik-Hyun Park Chang･Hwan                                                    |
| 第拾壹話 |          | 來自法蘭西的武士  | 金月龍之介          | 依田正彥        | 橋口洋介   | 藤田正幸 清水勝祐 白田美夫 Park In-Hee                                         |
| 第拾貳話 |          | 訣別之忠          | 金月龍之介          | 寺岡巖          | 藤本義孝   | 宮澤努 鈴真 Chang Bum Chul Cha Sung-ll Choi Hee-Eun Han Seung-Jin Jo Young-Rae |
| 第2季    |          |                   |                     |                 |            |                                                                                |
| 第壹話   |          | 真陰，開幕        | 西園悟              | 佐藤清光        | 佐藤清光   | 石橋有希子 宇都木源 Park Myoung-Hun                                            |
| 第貳話   |          | 忠，再臨          | 西園悟              | 中原禮          | 松本正幸   | Chang Bum-Chul Lee Sang-Min                                                    |
| 第話     |          | 愛與忠            | 西園悟              | 川西泰二        | 川西泰二   | Eum Ik-Hyun Park Myoung-Hun Kim Yoon-Jeong Park Chang-Hwan                     |
| 第肆話   |          | 將的新娘          | 西園悟              | 島津裕行        | 荻原露光   | 島田英明 服部憲知                                                              |
| 第伍話   |          | 冥土爭霸          | 西園悟              | 佐藤清光        | 佐藤清光   | 宇都木勇                                                                       |
| 第陸話   |          | 傳說中的傾奇者    | 西園悟              | 齋藤哲人        | 松本正幸   | Chang Bum-Chul Lee Sang-Min                                                    |
| 第柒話   |          | 無法解除！        | 西園悟              | 川西泰二        | 川西泰二   | Park Hong-Keun Eum Ik-Hyun Park Myoung-Hun Kim Yoon-Jeong                      |
| 第捌話   |          | 謎之影            | 西園悟              | 渡邊哲哉        | 荻原露光   | 島田英明 服部憲知                                                              |
| 第玖話   |          | 新的劍姬          | 西園悟              | 島津裕行        | 小柴純彌   | Chang Bum-Chul Park Hong-Keun Park Hey-Ran                                     |
| 第拾話   |          | 鎮護石的秘密      | 西園悟              | 柊蜻蛉          | 川西泰二   | Park Myoung-Hun Kim Yoon-Jeong Eum Ik-Hyun                                     |
| 第拾壹話 |          | 對決時刻          | 西園悟              | 齊藤哲人        | 清水明     | 嘉村弘之、內原茂 森田實                                                        |
| 第拾貳話 |          | 劍妃，誕生        | 西園悟              | 齊藤哲人 中原禮 | 佐藤清光   | 柳瀨讓二、清水勝祐 Park Hong-Keun Shin Hey-Ran                                 |
| OVA      |          |                   |                     |                 |            |                                                                                |
| 第壹話   |          | 武士總選舉        | 大久保昌弘          | 福島利規        | 福島利規   | 岡崎伸浩、Eum Ik Hyun Han Jung E、Lee Su In Kim No Enn                         |
| 第貳話   |          | 武士婚禮          | 大久保昌弘          | 福島利規        | 福島利規   | Park Myeong-Hun、Seo Jin-Won Lee Sang-Yoon、岡崎伸浩 Park Chamg-Fwan           |

### 播放電視台
| 播放地區 | 播放電視台   | 播放日期                 | 播放時間（UTC+9）         | 所屬電視網 | 備考                  |
| 第1季    | 第1季        | 第1季                    | 第1季                     | 第1季      | 第1季                 |
| -------- | ------------ | ------------------------ | ------------------------- | ---------- | --------------------- |
| 千葉縣   | 千葉電視台   | 2010年10月3日－12月18日  | 星期日 24時30分－25時00分 | 独立UHF局  |                       |
| 神奈川縣 | 神奈川電視台 | 2010年10月3日－12月18日  | 星期日 25時30分－26時00分 | 独立UHF局  | 黑框畫面              |
| 埼玉縣   | 埼玉電視台   | 2010年10月4日－12月19日  | 星期一 25時00分－25時30分 | 独立UHF局  |                       |
| 東京都   | TOKYO MX     | 2010年10月5日－12月20日  | 星期二 25時30分－26時00分 | 独立UHF局  | 高清放送              |
| 愛知縣   | 愛知電視台   | 2010年10月5日－12月20日  | 星期二 25時58分－26時28分 | 東京電視網 | 高清放送              |
| 兵庫縣   | SUN電視台    | 2010年10月6日－12月21日  | 星期三 26時10分－26時40分 | 独立UHF局  | 黑框畫面              |
| 日本全域 | AT-X         | 2010年10月11日－12月27日 | 星期一 9時00分－9時30分   | 衛星電視   | 有重播                |
| 第2季    |              |                          |                           |            |                       |
| 日本全域 | AT-X         | 2013年4月5日－6月21日    | 星期五 22時30分－23時00分 | 衛星電視   | 有重播 有年齡限制收看 |
| 千葉縣   | 千葉電視台   | 2013年4月7日－6月23日    | 星期日 24時30分－25時00分 | 獨立UHF局  |                       |
| 東京都   | TOKYO MX     | 2013年4月8日－6月24日    | 星期一 24時30分－25時00分 | 獨立UHF局  |                       |
| 兵庫縣   | SUN電視台    | 2013年4月9日－6月25日    | 星期二 25時30分－26時00分 | 獨立UHF局  |                       |
| 愛知縣   | 愛知電視台   | 2013年4月9日－6月25日    | 星期二 26時05分－26時35分 | 東京電視網 |                       |
| 日本全域 | BS11         | 2013年4月11日－6月27日   | 星期四 24時00分－24時30分 | 衛星電視   | ANIME+節目            |

### 映像特典

#### 第1季
「OVA 百花繚亂 武士少女 〜少女♥甜蜜羞澀的將與士之契〜（OVA 百花繚乱 サムライガールズ 〜乙女♥嬉し恥ずかし将士の契り〜）」
第1季DVD和藍光各卷收錄短篇情節的映像特典。
- 片尾曲「戀愛什麼還不能通過（恋にせっせ通りゃんせ）」

| 話數       | 日文標題 | 中文標題         | 劇本     | 分鏡     | 演出     | 作畫監督     |
| ---------- | -------- | ---------------- | -------- | -------- | -------- | ------------ |
| 繪卷及其壹 |          | 十兵衛胸部一緊   | 門田祐一 | 宮澤努   | 浅利藤彰 | Park In-llee |
| 繪卷及其貳 |          | 千姬接吻指南     | 門田祐一 | 臼田美夫 | 臼田美夫 | 臼田美夫     |
| 繪卷及其   |          | 少女海岸物語     | 門田祐一 | 浅利藤彰 | 浅利藤彰 | Lee Sang-Min |
| 繪卷及其肆 |          | 兼續對幸村的心意 | 岡篤志   | 浅利藤彰 | 浅利藤彰 | Park In-Hee  |
| 繪卷及其伍 |          | 義仙淫靡幻想     | 岡篤志   | 浅利藤彰 | 浅利藤彰 | Lee Sang-Min |
| 繪卷及其陸 |          | 少女攝影秘話     | 岡篤志   | 浅利藤彰 | 浅利藤彰 | Park In-Hee  |

「風華チルヲ繪製的有聲四格漫畫（風華チルヲ描き下ろし音声付4コママンガ）」
DVD和藍光各卷收錄的風華老師繪製的四格漫畫（風華チルヲ描き下ろし4コマ漫画）。
| 卷數 | 日文標題       | 中文標題                 |
| ---- | -------------- | ------------------------ |
| 1    |                | 初次的通報               |
| 1    | 喘息的委員長   |                          |
| 2    |                | 人家是傲嬌啦             |
| 2    | 小弟           |                          |
| 3    |                | 兼續的本體               |
| 3    | 突擊！愛的戰士 |                          |
| 4    |                | 喘粗氣也講究高科技的時代 |
| 4    | 第一次親密接吻 |                          |
| 5    |                | 實錄！柳生十兵衛是M嗎？  |
| 5    | 看我摸摸揉揉！ |                          |
| 6    |                | 小小的戀愛旋律           |
| 6    | 百花繚亂！     |                          |

#### 第2季
第2季DVD和藍光各卷收錄短篇情節的映像特典。
| 卷數 | 日文標題 | 中文標題               | 劇本   | 分鏡・演出 | 總作畫監督 | 作畫監督       |
| ---- | -------- | ---------------------- | ------ | ---------- | ---------- | -------------- |
| 1    |          | 2.5話 佐助和武藏在澡堂 | 西園悟 | 柊蜻蛉     | 宮澤努     | Chang Bun-Chul |
| 2    |          | 4.5話 小次郎的女僕修行 | 西園悟 | 柊蜻蛉     | 不適用     | Chang Bun-Chul |
| 3    |          | 5.0話 最佳泳衣         | 西園悟 | 柊蜻蛉     | 不適用     | Hue Hye-Jung   |
| 4    |          | 7.0話 豐乳計劃         | 西園悟 | 柊蜻蛉     | 不適用     | Chang Bun-Chul |
| 5    |          | 10.5話 達坦妮雅報告    | 西園悟 | 柊蜻蛉     | 不適用     | Chang Bun-Chul |
| 6    | [ 1 ]    | 12.5話 沙灘的少女們    | 西園悟 | 柊蜻蛉     | 不適用     | Hue Hye-Jung   |

#### OVA
OVA收錄短篇情節的映像特典。
| 卷數 | 日文標題 | 中文標題                | 分鏡・演出 | 作畫監督      |
| ---- | -------- | ----------------------- | ---------- | ------------- |
| 1    |          | 景勝的心跳♥妄想新婚日記 | 柊蜻蛉     | Han Jang E    |
| 2    |          | 千的心跳♥妄想新婚日記   | 柊蜻蛉     | Lee Sang Yoon |

## 資料來源
1. ↑  官方網站寫為「12.5話 大團圓（12.5話 大団円）」。

## 外部連結
- 《百花繚亂》官方網站 （页面存档备份，存于）（日語）
- 動畫《百花繚亂 武士少女（SAMURAI GIRLS）》官方網站 （页面存档备份，存于）（日語）
- 動畫《百花繚亂 武士新娘（SAMURAI BRIDE）》官方網站 （页面存档备份，存于）（日語）